# Josip Štolcer-Slavenski
Josip Štolcer-Slavenski, hrvaški skladatelj, * 11. maj 1896, Čakovec, † 30. november 1955,  Beograd.
Študiral je pod Kodalyjem in Novakom.